# Kinnara nigrolineata
Kinnara nigrolineata är en insektsart som beskrevs av Frederick Arthur Godfrey Muir 1922. Kinnara nigrolineata ingår i släktet Kinnara och familjen Kinnaridae. Inga underarter finns listade i Catalogue of Life.